# Érebo
Érebo ou Érebos (em grego:  Ἔρεβος, transl.: Érebos, "trevas" ou "escuridão") é, na mitologia grega, a personificação das trevas e da escuridão.

## Vida
Érebo era filho de Caos. Érebo juntamente de sua irmã gêmea, Nix, a personificação da noite, nasceram de cisões assim como se reproduzem os seres unicelulares; a partir de partes de Caos, Érebo e Nix passam a ser os mais velhos imortais do universo, logo após seu pai. Érebo desposou Nix, gerando mais dois deuses primordiais: o Éter (a Luz celestial) e Hemera (o Dia).
Uma cosmogonia atribuída a Álcman (século VII a.C) aparentemente faz de Érebo o quarto ser a vir à existência, depois de Tétis, Poros e Tecmor.
Na comédia de Aristófanes, As Aves, Caos, Érebo, Nix e Tártaro foram os primeiros seres, antes da existência da terra, do ar ou do céu. Nix "colocou um ovo sem germe no seio das profundezas infinitas do Érebo", de onde veio Eros. Éter também é chamado de filho de Érebo.
À medida que o pensamento mítico dos gregos se desenvolveu, Érebo deu seu nome a uma região do Hades, por onde os mortos tinham de passar imediatamente depois da morte para entrar no submundo. Após Caronte tê-los feito atravessar o rio Aqueronte, entravam no Tártaro, o submundo propriamente dito.

## Filhos
De acordo com as Fábulas de Higino, além de Éter e Hemera, Érebo teve com Nix outros filhos. Se tratavam de verdadeiras e próprias divindades, mas também de personificações de abstrações, entre as quais: Moros (destino), Geras (velhice), Tânato (morte), Queres (morte violenta), Sofrósina (contenda), Hipnos (sono), Oniros (sonhos), Eros (amor), Epifron, Porfirion, Epafos, Éris (discórdia), Oizus (miséria), Húbris (petulância), Nêmesis (vingança), Eufrosina (alegria), Filotes (amizade), Eleos (misericórdia), Estige, as Moiras (Cloto, Láquesis, e Átropos), e as Hespérides (Egle, Héspera e Erítia).
No De Natura Deorum de Cícero, as seguintes entidades são "fabuladas" como filhos de Érebo e Nix: Éter, Dies (dia), Amor, Dolus (astúcia), Metus (temer), Labor (labuta), Invidentia (inveja), Fatum (destino), Senectus (velhice), Mors (morte), Tenebrae (escuridão), Miseria (miséria), Querella (lamentação), Gratia (favor), Fraus (fraude), Pertinacia (obstinação), as Parcae (os Destinos), as Hésperides e Somnia (sonhos).